# THX 1138
THX 1138 är en amerikansk science fiction-film från 1971. Filmen var George Lucas första långfilm och är baserad på en kortfilm Lucas gjorde som student, Electronic Labyrinth THX 1138 4EB. George Lucas har i alla sina senare filmer försökt få med någon referens till filmens titel.

## Handling
THX-1138 är en arbetare i ett framtidssamhälle där människorna lever under jord ständigt övervakade av överheten. Obligatoriska droger håller arbetarna passivt apatiska och kärlek är förbjudet. Men när han slutar ta de tabletter som ska hämma hans känslor, börjar han se sin rumskamrat LUH i ett annat ljus. Plötslig är han en efterlyst brottsling på flykt från regeringen.

## Om filmen
George Lucas fick mycket beröm på sin skola, University of Southern California, när han visade kortfilmen Electronic Labyrinth THX 1138 4EB (där EB ska ha stått för Earth Born). När sedan han och Francis Ford Coppola bildade bolaget American Zoetrope på 1960-talet ville de få Warner Bros. uppmärksamhet och planerade ett paket med filmer som de hoppades få ge ut under Warners namn. En av dessa var THX 1138. Även Apocalypse Now fanns med i paketet.
THX 1138 spelades in i San Francisco, där Lucas bodde och fortfarande bor. Alla skådespelare i filmen har rakat huvud, något som visade sig ge problem när man skulle hitta skådespelare, men Lucas lyckades få tag på Robert Duvall och Maggie McOmie som gick med på det. Sedan kom också Donald Pleasence, mest känd för sin roll som Ernst Stavro Blofeld i Bondfilmen Man lever bara två gånger, att medverka – hans frisyr behövde man dock inte ändra på. För statister rekryterades en del personer från behandlingshemmet Synanon.
Responsen från Warner Bros. och till slut också recensenter och publik blev väldigt ljumt. Många förstod inte handlingen och det blev tal om att tvinga Lucas att klippa om filmen så att den skulle följa de mer klassiska formaten för film. Men Lucas lyckades "stjäla" originalet till filmen från cheferna och den version som släpptes på DVD 2004 är mycket lik originalet, eftersom Lucas aldrig gick med på de radikala klippningarna som filmbolaget föreslog. Här myntades också uttrycket "put the freaks up front" – att filmens få monster skulle vara med i början för att locka fler biobesökare.
Numera är THX 1138 ansedd som lite av en kultfilm för Stjärnornas krig-fansen, eftersom de två har många likheter och varianter på samma teman.

## Rollista i urval
- Robert Duvall – THX 1138
- Donald Pleasence – SEN 5241
- Maggie McOmie – LUH 3417
- Don Pedro Colley – hologrammet SRT
- Ian Wolfe – PTO
- Marshall Efron – TWA
- Sid Haig – NCH
- John Pearce – DWY
- James Wheaton – rösten till OMM 0000
- David Ogden Stiers – berättare

## I populärkulturen
Den svenske artisten Promoe nämner filmens titel i inledningen av sin låt Prime Time från albumet Government Music från 2001.